# Ryszard Wydra
Ryszard Wydra (ur. 23 sierpnia 1875 w Dziergowicach, zm. 6 czerwca 1940) – polski nauczyciel, dziennikarz, działacz społeczny i polityczny, poseł na Sejm Śląski I kadencji w II RP.

## Życiorys
Pochodził z wielodzietnej rodziny chłopskiej. Uczęszczał do szkoły ludowej. Następnie rozpoczął edukację w gimnazjum w Raciborzu. W 1895 roku ukończył seminarium nauczycielskie w Pilchowicach. Pracował jako nauczyciel w Ćwiklicach, Wiśle Wielkiej i Frydku. Na skutek szykan władz niemieckich został w 1908 roku przeniesiony do Tychów. Tam został skarbnikiem Kasy Pożyczkowo-Oszczędnościowej.
W grudniu 1918 roku został powołany do powiatowej rady ludowej ds. szkolnych i oświatowych. W podobnym charakterze był też członkiem komendy Polskiej Organizacji Wojskowej. W styczniu 1919 roku koordynuje akcję wprowadzania języka polskiego i religii do szkół w powiecie pszczyńskim. W maju 1919 i w czerwcu 1920 roku organizuje strajki szkolne. Bierze udział w organizowaniu placówek Towarzystwa Czytelni Ludowych, a także zakłada pierwsze drużyny harcerskie. W 1919 roku założył i kierował Związkiem Nauczycieli Górnoślązaków w pow. pszczyńskim. W styczniu 1920 roku zakłada „Kasyno Polskie”. 1 lipca 1920 roku został powołany przez siły sojusznicze i władze plebiscytowe na stanowisko doradcy szkolnego pow. pszczyńskiego. Po wchłonięciu Związku Nauczycieli Górnoślązaków przez Stowarzyszenie Chrześcijańsko-Narodowego Nauczycielstwa Polskiego zostaje prezesem okręgu oraz członkiem zarządu głównego tej organizacji.
Założył i redagował czasopisma: „Szkoła Polska”, „Młody Polak” i „Silesia”.
W 1922 roku został wybrany do Sejmu Śląskiego z list Bloku Narodowego. W Sejmie Śląskim reprezentował opcję chrześcijańsko-demokratyczną. W 1924 roku został mianowany inspektorem szkolnym w Katowicach. W późniejszym czasie utracił posadę ze względu na opozycyjną postawę wobec rządów sanacyjnych. W 1935 roku, podczas nawoływania do bojkotu wyborów, został aresztowany i przewieziony do więzienia w Mikołowie, w którym spędził trzy dni. Działał następnie we władzach wojewódzkich Stronnictwa Pracy.
Po wybuchu wojny zostaje wtrącony przez Niemców do tego samego więzienia w którym przebywał przed wojną. Po dwumiesięcznym pobycie został zwolniony. Zmarł ukrywając się 6 czerwca 1940 roku.

## Życie prywatne
Jego syn Marek został podczas wojny osadzony w KL Dachau, a następnie w KL Mauthausen-Gusen. Drugi syn Harald również przebywał w obozie koncentracyjnym.